# Verklista för Johann Strauss den yngre
Verklista för Johann Strauss den yngre är en förteckning över de publicerade (balett, opera, operetter, kammarmusik och orkesterverk) kompositionerna av Johann Strauss den yngre.

## Vokalmusik

### Baletter
- Aschenbrödel (1901)

### Operor
- Ritter Pásmán (1892)

### Operetter
- Indigo und die 40 Räuber, (1871) bearbetad 1906 med titeln Tausend und eine Nacht
- Der Karneval in Rom (1873)
- Läderlappen (1874)
- Cagliostro in Wien (1875)
- Prinz Methusalem (1877)
- Blindekuh (1878)
- Das Spitzentuch der Königin (1880)
- Det lustiga kriget (1881)
- Eine Nacht in Venedig (1883)
- Zigenarbaronen (1885)
- Simplicius (1887)
- Fürstin Ninetta (1893)
- Jabuka (1894)
- Waldmeister (1895)
- Die Göttin der Vernunft (1897)
- Wiener Blut (1899) Fullbordad av Adolf Müller junior.

### Sånger
- Am Donaustrand
- Dolci pianti (1863)
- Wenn du ein herzig Liebchen hast (1879)
- Bauersleut' im Künstlerhaus (1889)
- Ein Gstanzl vom Tanzl (1894)
- Klug Gretelein (1895)
- D'Hauptsach (1901)

## Orkesterverk

### Valser
| - Sinngedichte op. 1 (1844) - Gunstwerber op. 4 (1844) - Serail-Tänze op. 5 (1844) - Die jungen Wiener op. 7 (1845) - Faschings-Lieder op. 11 (1845) - Jugend-Träume op. 12 (1845) - Sträusschen op. 15 (1845) - Berglieder op. 18 (1845) - Lind-Gesänge op. 21 (1846), tillägnad den svenska operasångerskan Jenny Lind. - Die Oesterreicher op. 22 (1845) - Zeitgeister op. 25 (1846) - Die Sanguiniker op. 27 (1846) - Die Zillerthaler op. 30 (1846) - Irenen-Walzer op. 32 (1847) - Die Jovialen op. 34 (1846) - Architecten-Ball-Tänze op. 36 (1847) - Sängerfahrten op. 41 (1847), tillägnad Wiener Männergesang-Verein - Wilde Rosen op. 42 (1847) - Ernte-Tänze op. 45 (1847) - Dorfgeschichten op. 47 (1847) - Klänge aus der Walachei op. 50 (1848) - Freiheits-Lieder op. 52 (1848) - Burschen-Lieder op. 55 (1848) - Neue Steierische Tänze op. 61 (1848) - Einheits-Klänge op. 62 (1849) - Fantasiebilder op. 64 (1849) - D'Woaldbuama op. 66 (1849) - Aeols-Töne op. 68 (1849) - Die Gemüthlichen op. 70 (1850) - Frohsinns-Spenden op. 73 (1850) - Lava-Ströme op. 74 (1850), skriven till "Ball im Vesuv" (Bal i Vesuvius) i Sofiensaal. - Maxing-Tänze op. 79 (1850), komponerad till ärkehertig Ferdinand Maximilians 18-åriga födelsedag (1832–1867). - Luisen Sympathie Klänge op. 81 (1850) Valsen heter så. Mellanslagen tillhör den korrekta titeln. - Johannis-Käferln op. 82 (1850) - Heimaths-Kinder op. 85 (1850) - Aurora-Ball-Tänze op. 87 (1851), komponerad till en bal hållen av konstnärsföreningen Aurora i Wien. - Hirten-Spiele op. 89 (1850) - Orakel-Sprüche op. 90 (1851) - Rhadamantus-Klänge op. 94 (1851) - Idyllen op. 95 (1851) - Gambrinus-Tänze op. 97 (1851) - Fraunkäferln op. 99 (1851) - Mephistos Höllenrufe op. 101 (1851) - Windsor-Klänge op. 104 (1852), tillägnad drottning Viktoria av Storbritannien. - Fünf Paragraphe aus dem Walzer-Codex op. 105 (1852), tillägnad juridikstudenterna vid Wiens universitet. - Die Unzertrennlichen op. 108 (1852) - Liebeslieder op. 114 (1852) - Lockvögel op. 118 (1852) - Volkssänger op. 119 (1852) - Phönix-Schwingen op. 125 (1853) - Solon-Sprüche op. 128 (1853) - Wiener Punch-Lieder op. 131 (1853), tillägnad den österrikiske skriftställaren Moritz Gottlieb Saphir - Vermählungs-Toaste op. 136 (1853), tillägnad prins (sedermera kung) Albert av Sachsen vid bröllopet med prinsessan Carola av Wasa - Knallkügerln op. 140 (1853) - Wellen und Wogen op. 141 (1853) - Schnee-Glöckchen op. 143 (1854), tillägnad pianisten, grevinnan Maria Kalergis-Muchanow, född Nesselrode (1822–1874) - Novellen op. 146, (1854), tillägnad juridikstudenterna vid Wiens universitet. - Schallwellen op. 148 (1854), tillägnad teknikstudenterna vid Wiens universitet. - Ballg'schichten op. 150 (1854) - Myrthen-Kränze op. 154 (1854), skriven till bröllopet mellan kejsare Frans Josef och prinsessan Elisabeth av Bayern (kallad Sisi). - Nachtfalter op. 157 (1855) - Panacea-Klänge op. 161 (1855), tillägnad medicinstudenterna vid Wiens universitet. - Glossen op. 163 (1855) tillägnad juridikstudenterna vid Wiens universitet. - Sirenen op. 164 (1855) - Man lebt nur einmal op. 167 (1855) - Freuden-Salven op. 171 (1855), skriven till kejsare Frans Josefs hemkomst efter en resa till Galizien. - Gedanken auf den Alpen op. 172 (1855), tillägnad hertig Maximilian Joseph av Bayern, understödjare av bayersk folkmusik. - Erhöhte Pulse op. 175 (1856), tillägnad medicinstudenterna vid Wiens universitet. | - Juristenball-Tänze op. 177 (1856), tillägnad juridikstudenterna vid Wiens universitet. - Abschieds-Rufe op. 179 (1856), tillägnad kompositören Franz Liszt - Libellen-Walzer op. 180 (1856), tillägnad teknikstudenterna vid Wiens universitet. - Grossfürstin Alexandra-Walzer op. 181 (1856), tillägnad den ryska storfurstinnan Alexandra Iosifovna. - Krönungslieder op. 184 (1856), tillägnad den ryska kejsarinnan Maria Alexandrovna. - Paroxysmen op. 189 (1857), tillägnad medicinstudenterna vid Wiens universitet. - Controversen op. 191 (1857), tillägnad juridikstudenterna vid Wiens universitet. - Wien, mein Sinn! op. 192 (1857) - Phänomene op. 193 (1857), tillägnad teknikstudenterna vid Wiens universitet. - Telegrafische Depeschen op. 195 (1857), i den ryska upplagan tillägnad Johann Promberger den yngre (1810–1890) - Souvenir de Nizza op. 200 (1857) - Vibrationen op. 204 (1858), tillägnad medicinstudenterna vid Wiens universitet. - Die Extravaganten op. 205 (1858) - Cycloiden op. 207 (1858), tillägnad teknikstudenterna vid Wiens universitet. - Jux-Brüder op. 208 (1858) - Spiralen op. 209 (1858) - Abschied von St. Petersburg op. 210 (1858) - Gedankenflug op. 215 (1858) - Hell und voll op. 216 (1859), tillägnad medicinstudenterna vid Wiens universitet. - Irrlichter op. 218 (1859), tillägnad ingenjörsstudenterna vid Wiens universitet. - Deutsche op. 220 (1859) - Promotionen op. 221 (1859), tillägnad juridikstudenterna vid Wiens universitet. - Schwungräder op. 223 (1859), tillägnad ingenjörsstudenterna vid Wiens universitet. - Reiseabenteuer op. 227 (1859) - Lebenswecker op. 232 (1860), tillägnad medicinstudenterna vid Wiens universitet. - Sentenzen op. 233 (1860), tillägnad juridikstudenterna vid Wiens universitet. - Accelerationen op. 234 (1860), skriven till ingenjörsstudenternas bal i Sofiensaal och tillägnad ingenjörsstudenterna i Wien. - Immer heiterer op. 235 (1860) - Thermen op. 245 (1861), skriven till medicinstudenternas bal i Sofiensaal och tillägnad medicinstudenterna i Wien. - Grillenbanner, vals (i Ländlerstil) op. 247 (1861), tillägnad den österrikiske generalmajoren, prins Leopold von Sachsen-Coburg und Gotha - Wahlstimmen op. 250 (1861), tillägnad juridikstudenterna vid Wiens universitet. - Klangfiguren op. 251 (1861), tillägnad teknikstudenterna vid Wiens universitet. - Dividenden op. 252 (1861) - Schwärmereien, Konsertvals op. 253 (1861), tillägnad den ryske kompositören Anton Rubinstein - Die ersten Curen op. 261 (1862), tillägnad medicinstudenterna vid Wiens universitet. - Colonnen op. 262 (1862), tillägnad juridikstudenterna vid Wiens universitet. - Patronessen op. 264 (1862) - Motoren op. 265 (1862), tillägnad teknikstudenterna vid Wiens universitet. - Concurrenzen op. 267 (1862) - Wiener Chronik op. 268 (1862) - Carnevals-Botschafter op. 270 (1862) - Leitartikel op. 273 (1863), skriven till Concordia-balen i Sofiensaal och tillägnad Presseclub Concordia - Morgenblätter op. 279 (1864), skriven ett år senare för samma tillfälle och tillägnad Presseclub Concordia. - Studentenlust op. 285 (1864), tillägnad anordnaren av Studentbalen i Redoutensaal i Hofburg. - Aus den Bergen op. 292 (1864), tillägnad den österrikiske musikkritikern Eduard Hanslick. - Feuilleton op. 293 (1865), tillfälle och tillägnan samma som i opp. 273 och 279. - Bürgersinn op. 295 (1865), tillägnad representationskommittén för Bürger-Ball i Redoutensaal. - Hofball-Tänze op. 298 (1865), skriven till Hovbalen i Hofburg och tillägnad tsar Alexander II av Ryssland. - Flugschriften op. 300 (1865), tillfälle och tillägnan samma som i opp. 273, 279 och 293. - Bürgerweisen op. 306, tillfälle och tillägnan samma som i op. 295. - Wiener Bonbons op. 307 (1866), tillägnad den österrikiska mecenaten furstinnan Pauline von Metternich. - Feenmärchen op. 312 (1866) - An der schönen blauen Donau op. 314 (1867) | - Künstlerleben op. 316 (1867), skriven till Hesperus-Ball i Dianasaal och tillägnad kommittén fördensamme. - Telegramme op. 318 (1867), tillfälle och tillägnan samma som i opp. 273, 279, 293 och 300. - Die Publicisten op. 321 (1868), tillfälle och tillägnan samma som i opp. 273, 279, 293, 300 och 318. - Geschichten aus dem Wienerwald op. 325 (1868), tillägnad prinsen och generalen Konstantin zu Hohenlohe-Schillingsfürst. - Erinnerung an Covent-Garden op. 329 (1867), uruppförd på samma plats. - Illustrationen op. 331 (1869), tillfälle och tillägnan samma som i opp. 273, 279, 293, 300, 318 och 321. - Wein, Weib und Gesang op. 333 (1869), tillägnad den österrikiske dirigenten Johann von Herbeck. - Königslieder op. 334 (1869), tillägnad det Österrikiska trädgårdssällskapet och kung Ludvig I av Portugal (1838–1889). - Freuet euch des Lebens op. 340 (1870), tillägnad Gesellschaft der Musikfreunde och - fram till 1873; kungen av Spanien Amadeus I. - Neu-Wien op. 342 (1870), tillägnad promotorn för Wiens musikliv Nikolaus Dumba. - Tausend und eine Nacht op. 346 (1871), byggd på hans operett Indigo und die 40 Räuber. - Wiener Blut op. 354 (1873), ingår även i operetten Wiener Blut (1899), skriven till Hofoperbalen i Wiener Musikverein och tillägnad kung Kristian IX av Danmark. - Carnevalsbilder vals, op. 357 (1873), baserad på teman från operetten Der Karneval in Rom. - Bei uns z'Haus, Vals för manskör och orkester op. 361 (1873), tillägnad mecenaten furstinnan Marie zu Hohenlohe-Schillingsfürst. - Wo die Zitronen blühen op. 364 (1874), uruppförd i Teatro Regio i Turin. - Du und Du op. 367 (1874), baserad på teman från operetten Die Fledermaus. - Cagliostro-Walzer op. 370 (1875), baserad på teman från operetten Cagliostro in Wien. - O schöner Mai! op. 375 (1877), baserad på teman från operetten Prinz Methusalem. - Kennst du mich? op. 381 (1878), baserad på teman från operetten Blinde Kuh. - Ins Centrum op. 387 (1880), skrevs för en skyttefest 1880. - Rosen aus dem Süden op. 388 (1880), baserad på teman från operetten Das Spitzentuch der Königin och tillägnad kung Umberto I av Italien. - Nordseebilder op. 390 (1880), skriven efter en resa till den nordfrisiska ön Föhr. - Myrthenblüthen, Vals för manskör och orkester op. 395 (1881), tillägnad kronprins Rudolf av Österrike och hans gemål prinsessan Stephanie av Belgien. - Kuß-Walzer op. 400 (1882), tillägnad hans andra hustru Angelika, född Dittrich (1850–1919); efter skilsmässan samma år togs dedikationen bort. - Italienischer Walzer op. 407 (1881), baserad på teman från operetten Der lustige Krieg. - Frühlingsstimmen op. 410 (1883) - Lagunen-Walzer op. 411 (1883), baserad på teman från operetten En natt i Venedig. - Schatz-Walzer op. 418 (1885), baserad på teman från operetten Zigenarbaronen. - Wiener Frauen op. 423 (1886), uruppförd i Sankt Petersburg, första uppförandet i Wien 1887 på Concordia-Ball i Sofiensaal. - Adelen-Walzer op. 424 (1886), tillägnad hans tredje hustru Adele, född Deutsch (1856–1930). - Donauweibchen op. 427 (1887), baserad på teman från operetten Simplicius. - Kaiser-Jubiläum-Jubelwalzer op. 434 (1888), uruppförd den 2 december i Musikverein med anledning av kejsare Frans Josefs 40-åriga trontillträde. - Sinnen und Minnen op. 435 (1888), tillägnad drottning Elisabeth av Rumänien. - Kaiser-Walzer op. 437 (1888) - Rathausball-Tänze op. 438 (1890), uruppförd i nya Wiener Rathaus och tillägnad staden Wien. - Groß-Wien, Vals för manskör och orkester op. 440 (1891), tillägnad ärkehertig Karl Ludvig av Österrike. - Seid umschlungen Millionen op. 443 (1892), tillägnad kompositören Johannes Brahms. - Märchen aus dem Orient op. 444 (1892), tillägnad sultan Abd ül-Hamid II av Osmanska riket. - Ninetta-Walzer op. 445 (1893), baserad på teman från operetten Fürstin Ninetta. - Hochzeitsreigen op. 453 (1893), tillägnad prinsessan Marie Louise av Bourbon-Parma vid hennes bröllop med prins (sedermera tsar) Ferdinand I av Bulgarien. - Ich bin dir gut! op 455 (1894), baserad på teman från operetten Jabuka. - Gartenlaube-Walzer op. 461 (1895), tillägnad läsarna av tidskriften Die Gartenlaube. - Klug Gretelein op. 462 (1895), skrevs till Wiener Musikvereins 25-årsjubileum. - Trau, schau, wem! op. 463 (1895), baserad på teman från operetten Waldmeister och tillägnad den tyske målaren Franz von Lenbach. - Heut' ist heut' op. 471 (1897), baserad på teman från operetten Die Göttin der Vernunft och tillägnad porträttmålaren Leopold Horowitz. - An der Elbe op. 477 (1897), hans sista vals. |

#### Postuma valser
- Abschieds-Walzer (i F) (Postum Vals Nr. 1)
- Ischler Walzer (i A) (Postum Vals Nr. 2)
- Odeon-Walzer (Postum Vals Nr. 3)
- Nachgelassener Walzer Nr. 4

#### Valser utan opusnummer
- Erster Gedanke av Johann Strauss (Salmannsdorf augusti 1831)
- Altdeutscher Walzer
- Pásmán-Walzer (1892), baserad på teman från operan Ritter Pásmán (op. 441).
- Eva-Walzer (Arrangerad av kapellmästare Josef Schlar)
- Walzer-Bouquet No 1 (Fram till kodan identisk med Manhattan-Waltzes)
- Jubilee-Waltz
- Strauss' Autograph Waltzes *
- Strauss' Engagement Waltzes *
- Strauss' Centennial Waltzes *
- Strauss' Enchantement Waltz *
- Colliseum Waltzes*
- Farewell to America Waltz*
- Greeting to America Waltz*
- New York Herald Waltz
- Sounds from Boston Waltzes*
- Manhattan-Waltzes (Fram till kodan identisk med Walzer-Bouquet No 1)
- Aschenbrödel-Walzer baserad på teman från baletten Aschenbrödel
- Tauben-Walzer baserad på teman från baletten Aschenbrödel
- *= Upphovsmannaskap av Strauss är tveksamt.

#### Valser skrivna gemensamt med brödernaJosefochEduard Strauss
- Trifolien

### Polkor
| - Herzenslust op. 3 (1844), uruppförd vid hans första konsert med egna verk den 15 oktober i Dommayers Casino. - Amazonen-Polka op. 9 (1845) - Czechen-Polka op. 13 (1845) uruppförd i Sperl. - Jux-Polka op. 17 (1846), skriven för Industrie-Ball i Goldenen Strauss i Josefstadt. - Fidelen-Polka op. 26 (1846) - Hopser-Polka op. 28 (1846) - Bachus-Polka op. 38 (1847) - Explosions-Polka op. 43 (1847) - Liguorianer-Seufzer-Polka Scherz-Polka op. 57 (1848), uruppförd på krogen Zur Blauen Flasche. - Geisselhiebe-Polka op. 60 (1848) - Scherz-Polka op. 72 (1849) - Heiligenstädter Rendez-vous-Polka op. 78 (1850), uruppförd i Kugler-Park, dagens Heiligenstädter Park. - Heski-Holki-Polka op. 80 (1850) [hezky holki (tjeckiska) = Hübsche Mädchen (Vackra flicka)] - Warschauer-Polka op. 84 (1850) - Hermann-Polka op. 91 (1851) - Vöslauer-Polka op. 100 (1851) - Albion-Polka op. 102 (1851), tillägnad prins Albert av Sachsen-Coburg-Gotha, senare brittisk prinsgemål. - Harmonie-Polka op. 106 (1852) - Electro-magnetische-Polka op. 110 (1852), tillägnad ingenjörsstudenterna vid Wiens universitet. - Blumenfest-Polka op. 111 (1852) - Annen-Polka op. 117 (1852), tillägnad kejsarinnan Maria Anna av Österrike. - Zehner-Polka op. 121 (1852) - Satanella-Polka op. 124 (1853), skriven för Satanella-Ball i Sofiensaal - Freuden-Gruss-Polka op. 127 (1853) - Aesculap-Polka op. 130 (1853), tillägnad medicinstudenterna vid Wiens universitet. - Veilchen-Polka op. 132 (1853) - Tanzi-Bäri-Polka op. 134 (1853), tillägnad grevinnan Julia Batthyány, född grevinnan von Apraxin. - Neuhauser-Polka op. 137 (1853) - Pepita-Polka op. 138 (1853) - Wiedersehen-Polka op. 142 (1853) - La Viennoise-Polka -Mazurka op. 144 (1854) - Bürgerball-Polka op. 145 (1854) - Musen-Polka op. 147 (1854) - Elisen-Polka Polka française op. 151 (1854) - Haute Volée-Polka op. 155 (1854), skriven till kejsare Frans Josefs 24-årsdag. - Schnellpost-Polka op. 159 (1854) - Ella-Polka op. 160 (1855) - Souvenir-Polka op. 162 (1855) - Aurora-Polka op. 165 (1855), skriven till Aurora-Ball i danslokalen Zum Sperl. - Leopoldstädter-Polka op. 168 - Nachtveilchen-Polka -Mazurka op. 170 (1855) - Marie Taglioni-Polka op. 173 - Le Papillon-Polka -Mazurka op. 174 (1855) - Armen-Ball-Polka op. 176 (1856), skriven till Armen-Ball i Schwenders Colosseum. - Sans-souci-Polka op. 178 (1856) - L'Inconnue-Polka -française op. 182 (1856) - Demi-Fortune-Polka -française op. 186 (1857), skriven till Künstler-Ball i Sperl. - Une Bagatelle-Polka -Mazur op. 187 (1857), skriven till Aurora-Ball i Sperl. - Herzel-Polka op. 188 (1857), skriven till Wohltätigkeitsball i Sperl. - Etwas Kleines-Polka Polka française op. 190 (1857) - Olga-Polka op. 196 (1857), tillägnad storfurstinnan Olga Feodorovna. - Spleen-Polka Polka-Mazur op. 197 (1857) - Alexandrine-Polka op. 198 (1857), Uruppförd i Pavlovsk, första uppförandet i Wien på Gasthaus Zum Großen Zeisig i Spittelberg. - L'Enfantillage-Polka (Zäpperl Polka) op. 202 (1858), skriven till Wohltätigkeitsball i Sofiensaal. - Hellenen-Polka (schnell) op. 203 (1858), skriven till Griechen-Ball i Sperl och tillägnad Maria Freiin von Sina zu Hodos und Kizdia. - Concordia-Polka -Mazur op. 206 (1858), skriven till Protestanten-Ball i Redoutensaal. - Champagner-Polka (Musikalischer Scherz) op. 211 (1858), tillägnad statsmannen Karl Ludwig von Bruck. - Bonbon-Polka (française) op. 213 (1858) - Tritsch-Tratsch-Polka op. 214 (1858) - La Favorite-Polka (française) op. 217 (1858) - Auroraball-Polka (française) op. 219 (1859) - Nachtigall-Polka op. 222 (1859), uruppförd i Ungers Casino, Wiens första Singspielhalle. - Gruss an Wien Polka française op. 225 (1859), uruppförd i Volksgarten. - Der Kobold Polka-Mazur op. 226 (1859) - Niko-Polka op. 228 (1859), tillägnad Niko Dadiani, Furste av Megrelien (1847–1903). - Jäger-Polka Polka française op. 229 (1859) komponerad och uruppförd i Pavlovsk i Ryssland. - Kammerball-Polka op. 230 - Drollerie-Polka op. 231 - Taubenpost Polka française op. 237 - Die Pariserin Polka française op. 238 - Polka-Mazurka champêtre Polka Mazurka op. 239 - Maskenzug-Polka Polka française op. 240 - Fantasieblümchen Polka Mazurka op. 241 - Bijoux-Polka française op. 242 - Diabolin-Polka op. 244 - Rokonhangok (Sympathieklänge) Polka française op. 246 (1861), skriven till Ungarische-Studenten-Ball i badhuset Dianabad och tillägnad de ungrare som studerade i Wien; idag mestadels kallad för Sympathienklänge. | - Camelien-Polka (schnell) op. 248 (1861), skriven till Camelien-Ball i Dianasaal i Dianabad. - Hesperus-Polka op. 249 (1861) - Secunden-Polka (française) op. 258 (1861), tillägnad violinisten och dirigenten Josef Hellmesberger senior. - Furioso-Polka (quasi Galopp) op. 260 (1861) - Studenten-Polka française op. 263 (1862), skriven till Studenten-Ball i Redoutensaal och tillägnad Wiens studenter. - Lucifer-Polka (schnell) op. 266 - Demolirer-Polka française op. 269 - Bluette op. 271 (1862), skriven till maskeradbal i samband med Sankta Katharina-dagen, Kathreintanz i Redoutensaal, och tillägnad hans första hustru Henriette Strauss. - Patrioten-Polka op. 274 - Bauern-Polka française op. 276 - Invitation à la Polka-Mazur op. 277 - Neues Leben Polka française op. 278 (1863) - Juristenball-Polka (schnell) op. 280 - Vergnügungszug Polka (schnell) op. 281 (1864), skriven till Industrisällskapets bal i Redoutensaal. - Gut bürgerlich française op. 282 - Patronessen-Polka française op. 286 - Newa-Polka (française) op. 288 (1864), uruppförd i Pavlovsk, men tillägnad drottning Isabella II av Spanien. - 's gibt nur a Kaiserstadt, 's gibt nur a Wien Schnellpolka op. 291 - Process-Polka (schnell) op. 294 (1865), skriven till juridikstudenternas bal i Redoutensaal och tillägnad juridikstudenterna i Wien. - Episode-Polka (française) op. 296 (1865), tillägnad studentbalens representationskommitté. - Electrofor-Polka op. 297, skriven till ingenjörsstudenternas bal i Redoutensaal och tillägnad ingenjörsstudenterna i Wien. - Kreuzfidel op. 301 (1865) - Die Zeitlose Polka (française) op. 302 (1865) - Kinderspiele (française) op. 304 (1865), skriven till en hovkonsert i Hofburg. - Damenspende op. 305 (1866), uruppförd på en studentbal i Redoutensaal. - Par force! (schnell) op. 308 (1866), uruppförd på de blindas bal i Redoutensaal. - Sylphen-Polka op. 309 (1866), skriven till Hesperus-Ball i Dianasaal. - Tändelei Polka-Mazur op. 310 (1866) - Express-Polka (schnell) op. 311 (1866) - Wildfeuer Polka (française) op. 313 (1866) - Lob der Frauen Polka-Mazur op. 315 (1867) - Postillon d’amour Polka (française) op. 317 (1867) - Leichtes Blut Polka (schnell) op. 319 (1867) - Figaro-Polka op. 320 (1867), uruppförd på världsutställningen i Paris och tillägnad Hippolyte de Villemessant (1810–1879), grundare av tidningen Le Figaro. - Stadt und Land Polka-Mazur op. 322 (1868), tillägnad österrikiska trädgårdssällskapet. - Ein Herz, ein Sinn Polka-Mazur op. 323 (1868), tillägnad kommittén för Bürgerballs. - Unter Donner und Blitz Polka (schnell) op. 324 (1868) ursprungligen uppförd som "Sternschnuppe", skriven till Hesperus-Ball i Dianasaal. - Freikugeln Polka (schnell) op. 326 (1868) - Sängerslust-Polka (française)op. 328 (1868), tillägnad Wiener Männergesang-Verein. - Fata Morgana Polka-Mazur op. 330 (1869) - Éljen a Magyar! Polka (schnell) op. 332 (1869), tillägnad österrikiska trädgårdssällskapet och den ungerska nationen. - Im Krapfenwald'l op. 336 (1869) - Von der Börse Polka (française) op. 337 (1869), skriven till Concordia-Ball i Sofiensaal och tillägnad Presseclub Concordia. - Louischen Polka (francaise) op. 339 (1869) - Shawl-Polka Polka (française) op. 343 (1871) Efter motiv ur operetten Indigo und die 40 Räuber. - Auf freiem Fusse Polka (française) op. 345. Efter motiv ur operetten Indigo und die 40 Räuber. - Aus der Heimath Polka-Mazur op. 347. Efter motiv ur operetten Indigo und die 40 Räuber. - Im Sturmschritt Polka (schnell) op. 348 (1871) Efter motiv ur operetten Indigo und die 40 Räuber. - Lust'ger Rath Polka (francaise) op. 350. Efter motiv ur operetten Indigo und die 40 Räuber. - Die Bajadere Polka (schnell) op. 351 (1871), uruppförd i Volksgarten. Efter motiv ur operetten Indigo und die 40 Räuber. - Vom Donaustrande Polka (schnell) op. 356 (1873), baserad på operetten Der Karneval in Rom. - Nimm sie hin Polka (francaise) op. 358, efter motiv ur operetten Karneval in Rom. - Gruss aus Österreich Polka-Mazur op. 359, efter motiv ur operetten Karneval in Rom. - Fledermaus-Polka op. 362, efter motiv ur operetten Die Fledermaus. - Tik-Tak-Polka Polka (schnell) op. 365 (1874), efter motiv ur operetten Die Fledermaus. - An der Moldau Polka française op. 366, efter motiv ur operetten Die Fledermaus. | - Glücklich ist, wer vergißt! Polka-Mazurka op. 368 (1874), efter motiv ur operetten Die Fledermaus. - Bitte schön! Polka française op. 372, efter motiv ur operetten Cagliostro in Wien. - Auf der Jagd Polka (schnell) op. 373, efter motiv ur operetten Cagliostro in Wien. - Licht und Schatten Polka-Mazur op. 374 (1875), tillägnad den österrikisk-brittiska målaren Marianne Stokes, efter motiv ur operetten Cagliostro in Wien. - I-Tipferl-Polka Polka française op. 377 (1877), efter motiv ur operetten Prinz Methusalem. - Banditen-Galopp Polka (schnell) op. 378 (1877) efter motiv ur operetten Prinz Methusalem. - Kriegers Liebchen Polka-Mazur op. 379 (1877) efter motiv ur operetten Prinz Methusalem. - Ballsträusschen Polka (schnell) op. 380. - Pariser-Polka Polka française op. 382, efter motiv ur operetten Blindekuh. - Nur fort Polka (schnell) op. 383, efter motiv ur operetten Blindekuh. - Waldine Polka-Mazurka op. 385, efter motiv ur operetten Blindekuh. - Frisch heran Polka (schnell) op. 386 - Burschenwanderung Polka française op. 389 - Stürmisch in Lieb' und Tanz Schnell-Polka op. 393 (1881), skriven till Presseclub Concordias Concordia-Ball i Sofiensaal. Efter motiv ur operetten Das Spitzentuch der Königin. - Liebchen schwing Dich Polka-Mazurka op. 394. Efter motiv ur operetten Das Spitzentuch der Königin. - Was sich liebt, neckt sich Polka française op. 399. Efter motiv ur operetten Der lustige Krieg. - Der Klügere gibt nach Polka-Mazurka op. 401. Efter motiv ur operetten Der lustige Krieg. - Entweder - oder Schnell-Polka op. 403. Efter motiv ur operetten Der lustige Krieg. - Violetta Polka française op. 404. Efter motiv ur operetten Der lustige Krieg. - Nord und Süd Polka-Mazurka op. 405. Efter motiv ur operetten Der lustige Krieg. - Rasch in der That Schnell-Polka op. 409 (1883) - Pappacoda-Polka Polka française op. 412. Efter motiv ur operetten En natt i Venedig - So ängstlich sind wir nicht Schnell-Polka op. 413. Efter motiv ur operetten En natt i Venedig. - Die Tauben von San Marco Polka française op. 414. Efter motiv ur operetten En natt i Venedig. - Annina Polka-Mazurka op. 415. Efter motiv ur operetten En natt i Venedig. - Brautschau-Polka Op. 417. Efter motiv ur operetten Zigenarbaronen. - Kriegsabenteuer Schnell-Polka op. 419. Efter motiv ur operetten Zigenarbaronen. - Die Wahrsagerin Polka-Mazurka op. 420. Efter motiv ur operetten Zigenarbaronen. - Husaren-Polka op. 421. Efter motiv ur operetten Zigenarbaronen. - An der Wolga Polka-Mazurka op. 425. - Soldatenspiel Polka française op. 430. Efter motiv ur operetten Simplicius. - Lagerlust Polka-Mazurka op. 431. Efter motiv ur operetten Simplicius. - Muthig Voran Schnell-Polka op. 432. Efter motiv ur operetten Simplicius. - Auf zum Tanze! Schnell-Polka op. 436. - Durchs Telephon Polka op. 439 - Unparteiische Kritiken Polka-Mazurka op. 442 - Herzenskönigin Polka française op. 445 - Diplomaten-Polka op. 448. Efter motiv ur operetten Fürstin Ninetta. - Neue Pizzicato-Polka op. 449 (1893). Efter motiv ur operetten Fürstin Ninetta. - Das Comitat geht in die Höh! Schnell-Polka op. 457. Efter motiv ur operetten Jabuka. - Tanze mit dem Besenstiel Polka française op. 458. Efter motiv ur operetten Jabuka. - Sonnenblume Polka-Mazurka op. 459. Efter motiv ur operetten Jabuka. - Herrjemineh Polka française op. 464. Efter motiv ur operetten Waldmeister. - Liebe und Ehe Polka-Mazurka op. 465. Efter motiv ur operetten Waldmeister. - Klipp-Klapp-Galopp Schnell-Polka op. 466. Efter motiv ur operetten Waldmeister. - Nur nicht mucken Polka française op. 472. Efter motiv ur operetten Die Göttin der Vernunft. - Da nicken die Giebel Polka-Mazurka op. 474. Efter motiv ur operetten Die Göttin der Vernunft. - Pásmán-Polka utan opusnummer, efter motiv ur operan Ritter Pásmán. - Probirmamsell Polka française utan opusnummer, efter motiv ur baletten Aschenbrödel. Frågan huruvida verket är av Johanns Strauss eller av bearbetaren Josef Bayer är öppen. - Promenade-Abenteuer Polka-Mazurka, utan opusnummer, efter motiv ur baletten Aschenbrödel. Troligen arrangerad Josef Bayer. - Pizzicato-Polka utan opusnummer, samarbetsverk mellan Johann och Josef Strauss. |

### Marscher
| - Patrioten-Marsch op. 8 (1845) - Austria-Marsch op. 20 (1846) - Fest-Marsch op. 49 (1847) - Revolutions-Marsch op. 54 (1848) - Studenten-Marsch op. 56 (1848) - Brünner-Nationalgarde-Marsch op. 58 (1848) - Kaiser-Franz-Joseph-Marsch op. 67 (1849), skriven i samband med kejsare Frans Josefs 19-årsdag. - Triumph-Marsch op. 69 (1850) - Wiener-Garnison-Marsch op. 77 (1850) - Ottinger-Reiter-Marsch op. 83 (1850), tillägnad general Franz von Ottinger. - Kaiser-Jäger-Marsch op. 93 (1851) - Viribus unitis op. 96 (1851), skriven till kejsarens 21-årsdag. - Grossfürsten-Marsch op. 107 (1852), tillägnad de ryska storfurstarna Nikolaj och Mikael Romanov. - Sachsen-Kürassier-Marsch op. 113 (1852) - Wiener Jubel-Gruss-Marsch op. 115 (1852) - Kaiser-Franz-Joseph-I.-Rettungs-Jubel-Marsch op. 126 (1853) - Caroussel-Marsch op. 133 (1853) - Kron-Marsch op. 139 (1853) - Erzherzog-Wilhelm-Genesungs-Marsch op. 149 (1854), tillägnad ärkehertig Wilhelm av Österrike. | - Napoleon-Marsch op. 156 (1854), tillägnad den franske kejsaren Napoleon III. - Alliance-Marsch op. 158 (1854) - Krönungs-Marsch op. 183 (1856), skriven till den ryske tsaren Alexander II:s kröning. - Fürst-Bariatinsky-Marsch op. 212 (1858), tillägnade den ryske storfursten Alexander Ivanovitj Bariatinskij (1814–1879). - Deutscher Krieger-Marsch op. 284 (1864) - Verbrüderungs-Marsch op. 287 (1864), tillägnad den preussiske kungen Vilhelm I, senare tysk kejsare. - Persischer Marsch op. 289 (1864), tillägnad shah Nassredin Shah av Persien. - Egyptischer Marsch op. 335 (1869), tillägnad storhertig Fredrik I av Baden (dedikationen lades till 1871) - Indigo-Marsch op. 349 (1871), baserad på operetten Indigo und die 40 Räuber. - Russische Marsch-Fantasie op. 353 (1872) - Hoch Österreich! op. 371 (1875) baserad på operetten Cagliostro in Wien. - Jubelfest-Marsch op. 396 (1881), tillägnad kronprins Rudolf av Österrike vid bröllopet med prinsessan Stephanie av Belgien. - Der lustige Krieg op. 397 (1882), efter operetten med samma namn. - Frisch ins Feld op. 398 (1882), tillägnad hertig Adolf av Nassaus-Infanteriregimente Nr. 15, baserad på operetten Der lustige Krieg. - Matador-Marsch op. 406 (1882) baserad på operetten Das Spitzentuch der Königin. | - Habsburg hoch! op. 408 (1882), skriven till festligheterna av huset Habsburgs 600 år på tronen. - Russischer Marsch op. 426 (1886), tillägnad tsar Alexander III av Ryssland. - Reitermarsch op. 428 (1887) - Spanischer Marsch op. 433 (1888), tillägnad Maria Kristina av Österrike, regent av Spanien. - Ninetta-Marsch op. 447 baserad på operetten Fürstin Ninetta. - Fest-Marsch (1893) op. 452 (1893), tillägnad tsar Ferdinand I av Bulgarien. - Živio! op. 456 (Prost!) (1894), baserad på motiv från operetten Jabuka. Endast i klaverutdrag sammanställt av kapellmästare Roth. Egentligen inget originalverk av Strauss. - Es war so wunderschön op 467, baserad på operetten Waldmeister. - Deutschmeister-Jubiläums-Marsch op. 470 (1896), tillägnad K.u.k. Niederösterreichisches Infanterie-Regiment Hoch- und Deutschmeister Nr. 4. - Wo uns're Fahne weht op. 473 (1897), baserad på motiv från operetten Die Göttin der Vernunft. - Auf's Korn op. 478 (1898), Bundesschützen-Marsch för kör och orkester. - Freiwillige vor utan opusnummer (1887) - Kaiser-Franz-Joseph-Jubiläums-Marsch utan opusnummer (1898) skriven med anledning av kejsare Frans Josefs 50 år på tronen. - Vaterländischer Marsch samarbetsverk med Josef Strauss. - Piccolo-Marsch utan opusnummer (1901) baserad på motiv från baletten Aschenbrödel - Einzugsmarsch aus "Der Zigeunerbaron" baserad på motiv från operetten Zigenarbaronen - Aufzugsmarsch aus "Eine Nacht in Venedig" baserad på motiv från operetten En natt i Venedig |

### Kadriljer
| - Debut-Quadrille op. 2 (1844) - Cytheren-Quadrille op. 6 (1844) - Quadrille nach der Oper "Der Liebesbrunnen" av M. W. Balfe op. 10 (1845) - Serben-Quadrille op. 14 (1846), tillägnad den serbiske fursten Mihajlo Obrenović III. - Elfen-Quadrille op. 16 (1845) - Dämonen-Quadrille op. 19 (1845) - Zigeunerin-Quadrille op. 24 (1846) efter operan La Zingara (Tysk titel: Die Zigeunerin) av Michael William Balfe. - Odeon-Quadrille op. 29 (1846) - Quadrille nach Motiven aus der Oper "Die Belagerung von Rochelle" av M. W. Balfe op. 31 (1846). - Alexander-Quadrille op. 33 (1847), i den serbiska utgåvan tillägnad den serbiske fursten Alexander Karađorđević. - Industrie-Quadrille op. 35 (1847), tillägnad kommittén för Industribalen. - Wilhelminen-Quadrille op. 37 (1847) - Quadrille nach Motiven aus der Oper "Die Königin von Leon" av Xavier Boisselot op. 40 (1847). - Fest-Quadrille op. 44 (1847) - Martha-Quadrille op. 46 (1848) efter motiv från operan Martha av Friedrich von Flotow. - Seladon-Quadrille op. 48 (1847) [Seladon: här "smäktande älskare"] - Marien-Quadrille op. 51 (1847/48), uruppförd i Bukarest och tillägnad "Furstinnan Marie von Bibesco". - Annika-Quadrille op. 53 (1848) - Quadrille nach Motiven der Oper "Der Blitz" av F. Halévy op. 59 (1848). - Sanssouci-Quadrille op. 63 (1849), uruppförd i Café Sans-Souci. - Nikolai-Quadrille op. 65 (1849) - Künstler-Quadrille op. 71 (1849), skriven till en danstillställning på Sankta Katarina-dagen (25 november) i Redoutensaal för att stödja Föreningen Bildkonstnärers pensionärer. - Sofien-Quadrille op. 75 (1850), uruppförd i Sofiensaal. - Attaque-Quadrille op. 76 (1850) - Bonvivant-Quadrille op. 86 (1850), skriven till kejsare Frans Josefs 20-årsdag. - Slaven-Ball-Quadrille op. 88 (1851), skriven till Slaven-Ball i Sofiensaal. - Maskenfest-Quadrille op. 92 (1851) - Promenade-Quadrille op. 98 (1851), uruppförd i Volksgarten. - Vivat!-Quadrille op. 103 (1851) - Tête-à-Tête-Quadrille op. 109 (1852), uruppförd i Bratislava. - Melodien-Quadrille op. 112 (1852) efter melodier av Giuseppe Verdi. | - Hofball-Quadrille op. 116 (1852) - Nocturne-Quadrille op. 120 (1852) - Indra-Quadrille op. 122 (1852) efter motiv från operan L'Esclave de Camoëns (Tysk titel: Indra, das Schlangenmädchen) av Friedrich von Flotow. - Satanella-Quadrille op. 123 (1853), skriven till Satanella-Ball i Sofiensaal och tillägnad Marie Taglioni, dotter till den italienska dansösen Marie Taglioni. - Motor-Quadrille op. 129 (1853), skriven för Ingenjörsstudenternas bal i Sofiensaal och tillägnad ingenjörsstudenterna i Wien. - Bouquet-Quadrille op. 135 (1853) - Carnevals-Spectakel-Quadrille op. 152 (1854), uruppförd i Schwenders Kolosseum i Hietzing. - Nordstern-Quadrille op. 153 (1854), uruppförd i Ungers Casino. Efter motiv i operan L'Étoile du Nord (Tysk titel: Der Nordstern) av Giacomo Meyerbeer. - Handels-Elite-Quadrille op. 166 (1855), uruppförd i danslokalen Zum Sperl. - Bijouterie-Quadrille op. 169 (1855) - Strelna-Terrassen-Quadrille op. 185 (1856), uruppförd i tsarens sommarresidens Pavlovsk i Sankt Petersburg. - La Berceuse op. 194 (1857) - Le beau monde op. 199 (1857) - Künstler-Quadrille op. 201 (1858), skriven till Konstnärsbalen i Sofiensaal och tillägnad Wiens konstnärer. Efter motiv från klassiska och romantiska kompositörer. - Dinorah-Quadrille op. 224 (1859), efter teman från Giacomo Meyerbeers opera Dinorah oder die Wallfahrt nach Ploërmel. - Orpheus-Quadrille op. 236 (1860), uruppförd på krogen Zum Großen Zeisig i Spittelberg. Efter motiv från operetten Orfeus i underjorden av Jacques Offenbach. - Neue Melodien-Quadrille op. 254 (1861) Efter operamotiv av Giuseppe Verdi, Gaetano Donizetti och Vincenzo Bellini. - St. Petersburg op. 255 (1861), Kadrilj över ryska teman, uruppförd i Pavlovsk. - Chansonette-Quadrille op. 259 (1861), över teman från franska ballader. - Un ballo in maschera, Quadrille op. 272 (1862), över teman av Verdis opera Maskeradbalen. - Lieder-Quadrille op. 275 (1863), efter tyska folksånger. - Faust-Quadrille (1864), endast publicerad i Ryssland. Sammanställd av motiv från operan Faust av Charles Gounod. Ibland inofficiellt benämnd som opus 277. Detta nummer är dock redan upptaget. - Saison-Quadrille op. 283 (1864) Efter motiv från musikaliska scenverk som uppfördes på Wiens teatrar 1863–64. - Quadrille sur des airs français op. 290 (1864) Efter franska melodier. - Die Afrikanerin op. 299 (1865) Sammanställd av motiv från operan L'Africaine (Tysk titel: Die Afrikanerin) av Giacomo Meyerbeer. | - Bal champêtre op. 303 (1865) - Le premier jour de bonheur op. 327 (1868), tillägnad Österrikiska Trädgårdssällskapet. Sammanställd av motiv från operan Le Premier Jour de bonheur av Daniel-François-Esprit Auber. - Slovianka-Quadrille op. 338 (1869), över ryska melodier. - Festival-Quadrille op. 341 (1867), över engelska teman, uruppförd på Covent Garden i London. - Indigo-Quadrille op. 344 (1871), baserad på hans operett Indigo und die 40 Räuber. - Rotunde-Quadrille op. 360 (1873), uruppförd i musikpaviljongen i Rotundan i Pratern under Världsutställningen och tillägnad dess generaldirektör Wilhelm Schwarz-Senborn. Efter motiv från operetten Karneval in Rom. - Fledermaus-Quadrille op. 363 (1874), baserad på hans operett Die Fledermaus. - Cagliostro-Quadrille op. 369 (1875), baserad på hans operett Cagliostro in Wien. - Methusalem-Quadrille op. 376 (1877), baserad på hans operett Prinz Methusalem. - Opern-Maskenball-Quadrille op. 384 (1879), baserad på hans operett Blindekuh. - Spitzentuch-Quadrille op. 392 (1881), baserad på hans operett Das Spitzentuch der Königin. - Der lustige Krieg op. 402 (1882), kadrilj över teman från operetten Der lustige Krieg. - Eine Nacht in Venedig efter motiv från operetten En natt i Venedig op. 416 (1884), uruppförd på en hovbal i Hofburg. - Zigeunerbaron-Quadrille op. 422 (1886), baserad på hans operett Zigenarbaronen, uppförd på Concordia-Ball och tillägnad Presseclub Concordia. - Simplicius-Quadrille op. 429 (1888), baserad på hans operett Simplicius. - Ninetta-Quadrille op. 446 (1893), baserad på hans operett Fürstin Ninetta. - Jabuka-Quadrille op. 460 (1894), baserad på hans operett Jabuka (Das Apfelfest). - Waldmeister-Quadrille op. 468 (1896), baserad på hans operett Waldmeister. - Göttin der Vernunft op. 476 (1898), hans sista kadrilj, uruppförd på Architekten-Ball i Sofiensaal. - Pásmán-Quadrille baserad på hans opera Ritter Pásmán. - Potpourri-Quadrille (1867) - Quadrille nach Motiven der Oper "Des Teufels Antheil" utan opusnummer. Efter den idag bortglömda operan La Part du Diable av Daniel-François-Esprit Auber. - Schützen-Quadrille Samarbetsverk mellan de tre bröderna Strauss: Johann, Josef och Eduard. - Monstre-Quadrille Samarbetsverk mellan bröderna Johann och Josef Strauss. - Hinter den Coulissen Samarbetsverk mellan bröderna Johann och Josef Strauss. Efter motiv från operetten Le Mariage aux lanternes av Jacques Offenbach. - Aschenbrödel-Quadrille utan opusnummer baserad på motiv från baletten Aschenbrödel |

### Övriga orkesterverk
- Graduale 'Tu qui regis totum orbem' ungdomsverk (1844).
- Pesther Czárdás op. 23 (1846)
- Slaven-Potpourri op. 39
- Neue Steirische Tänze op. 61
- Romanze Nr. 1 op. 243 (1860), tillägnad Ekaterine Dadiani, prinsessa av Megrelien (1816–1882).
- Romanze Nr. 2 op. 255 (1860), tillägnad prinsessan Elisabeth von Sachsen-Altenburg (1826–1896).
- Sehnsucht, Romanze op. 259 (1861), romans nr 3, endast publicerad och framförd i Ryssland
- Veilchen op. 256 (1861), mazurka över ryska teman
- Perpetuum Mobile (Ein Musikalischer Scherz) op. 257 (1861)
- Dolci pianti (1863), en romans för cello, harpa och orkester
- Fest-Polonaise op. 352, (1871), tillägnad den tyske kejsaren Wilhelm I.
- Im russischen Dorfe Fantasie op. 355 (1872)
- Gavotte der Königin op. 391, baserad på motiv från operetten Das Spitzentuch der Königin.
- Ninetta-Galopp op. 450, baserad på motiv från operetten Fürstin Ninetta.
- Auf dem Tanzboden Musikalische Illustration op. 454, tillägnad målaren Franz Defregger.
- Hochzeits-Präludium op. 469, komponerad med anledning av Alices bröllop, Strauss styvdotter.
- Frisch gewagt Galopp op. 475, baserad på motiv från operetten Die Göttin der Vernunft.
- Klänge aus der Raimundzeit Musikalisches Vorspiel op. 479
- Hommage au public Russe Potpourri.
- Romanze aus Faust, Efter en idag inte längre sjungen aria ur operan Faust av Charles Gounod.
- Csardas aus "Die Fledermaus" Orkesterversion
- Neuer Csardas für "Die Fledermaus" Orkesterversion, i förkortad upplaga inlagd i baletten Aschenbrödel.
- Liebesbotschaft-Galopp utan opusnummer baserad på motiv från baletten Aschenbrödel.
- Ballettmusik aus "Die Fledermaus" Musik, bestående av fem danser, som sällan spelas i operettuppsättningar.
- Ballettmusik aus "Indigo und die 40 Räuber" baserad på motiv från operetten Indigo und die 40 Räuber
- Ballettmusik aus der Oper "Ritter Pásmán" utan opusnummer baserad på motiv från operan Ritter Pásmán.
- Ballettmusik aus "Der Karneval in Rom" utan opusnummer baserad på motiv från operetten Der Karneval in Rom.
- Intermezzo aus "Tausend und eine Nacht" baserad på motiv från operetten Indigo und die 40 Räuber.
- Vorspiel zum 3. Akt der Operette "Eine Nacht in Venedig"
- Vorspiel zum 3. Akt der Operette "Jabuka"
- Vorspiel zum 3. Akt des Balletts "Aschenbrödel"
- Widmung Bearbetning av en Lied komponerad av Robert Schumann.
- Traumbild 1 utan opusnummer.
- Traumbild 2 utan opusnummer.
- Ouverture Comique utan opusnummer.
- Dolci pianti Romans utan opusnummer
- Ouvertüre: Indigo und die 40 Räuber
- Ouvertüre: Der Karneval in Rom
- Ouvertüre: Die Fledermaus
- Ouvertüre: Cagliostro in Wien
- Ouvertüre: Prinz Methusalem
- Ouvertüre: Blindekuh
- Ouvertüre: Das Spitzentuch der Königin
- Ouvertüre: Der lustige Krieg
- Ouvertüre: Eine Nacht in Venedig
- Ouvertüre: Der Zigeunerbaron
- Ouvertüre: Simplicius
- Ouvertüre: Waldmeister
- Ouvertüre: Die Göttin der Vernunft
- Entre-act zwischen 2. und 3. Akt der Operette "Fürstin Ninetta"
- Auf der Alm